# Black-Eisfälle
Die Black-Eisfälle sind eine Reihe von Gletscherbrüchen in der antarktischen Ross Dependency. In den Churchill Mountains liegen sie am Südrand des Chapman-Schneefelds und erstrecken sich vom Mount Massam in südwestlicher Richtung bis zum Vance Bluff.
Das New Zealand Antarctic Place-Names Committee benannte sie am 27. Februar 2003 nach dem Geophysiker Alexander William Black, der im antarktischen Winter 1959 zur Mannschaft auf der Station am Kap Hallett gehörte.